# Římskokatolická farnost Francova Lhota
Římskokatolická farnost Francova Lhota je územní společenství římských katolíků s farním kostelem svatého Štěpána v děkanátu Vsetín.  Do farnosti patří kromě titulní obce Francova Lhota také Valašská Senice a od roku 2009 i Střelná.

## Historie farnosti
První písemná zmínka o obci pochází z roku 1500. Kostel byl vysvěcen roku 1787. Jde o jediný kostel na Moravě zasvěcený svatému Štěpánu Uherskému.

## Duchovní správci
Farářem je od ledna 2017 R. D. Mgr. Stanislav Zatloukal (administrátorem byl už od roku 2014).

## Bohoslužby
| Kostel          | Místo          | Bohoslužba (den)    | Hodina           | Poznámka     |
| --------------- | -------------- | ------------------- | ---------------- | ------------ |
| svatého Štěpána | Francova Lhota | neděle středa pátek | 9.00 16.30 16.30 | farní kostel |

## Aktivity ve farnosti
V roce 2016 byli mezi pětašedesáti aktivními věřícími z olomoucké arcidiecéze za nezištnou službu oceněni také dva spolupracovníci duchovního správce farnosti. Podle otce Stanislava Zatloukala šlo nejen o ocenění pro ně, ale zároveň také o povzbuzení pro ostatní.
Ve farnosti se pravidelně koná Tříkrálová sbírka. V roce 2017 se při ní vybralo ve Francově Lhotě a Valašské Senici 72 413 korun, ve Střelné 41 940 korun.

## Duchovní pocházející z farnosti
Z farnosti pochází několik kněží-salesiánů, mj. kardinál Štěpán Trochta a kněz Josef Novosad.